# Morten Berre
Morten Berre est un footballeur norvégien, né le 10 août 1975 à Oslo en Norvège. Il évolue comme ailier gauche.

## Sélection nationale
- Norvège : 1 sélection

Il obtient son unique sélection le 28 février 2001 contre l'Irlande du Nord lors d'un match amical à Belfast que les Norvégiens remportent (4-0).

## Palmarès
Viking Stavanger
- Vainqueur de la Coupe de Norvège (1) : 2001

 Vålerenga IF
- Champion de Norvège (1) : 2005
- Vainqueur de la Coupe de Norvège (1) : 2008